# Iridomyrmex lividus
Iridomyrmex lividus es una especie de hormiga del género Iridomyrmex, subfamilia Dolichoderinae. Fue descrita científicamente por Shattuck en 1993.
Se distribuye por Australia. Se ha encontrado a elevaciones de hasta 75 metros. Vive en microhábitats como terrenos arenosos y nidos.